# Registrované partnerství v Bulharsku
Bulharsko nedává stejnopohlavním svazkům žádný právní status.
V letech 2008 a 2009 se na několika místních televizních stanicích uskutečnily diskuse s politiky, církevními představiteli, gay aktivisty a dalšími ohledně této problematiky. O stejnopohlavním manželství, registrovaném partnerství a adopci dětí homosexuálními páry se diskutovalo během prvního roku. Od dubna 2009 se projednávalo téma registrovaného partnerství v Bulharsku. Vláda doporučila Národnímu shromáždění hlasovat pro nový Zákon o rodině, do něhož by se mělo zahrnout i registrované partnerství.
Avšak zákon nepočítal s páry stejného pohlaví. Nicméně 16. července 2008 komise pro ochranu před diskriminací doporučila rozšíření zákona o registrovaném partnerství o stejnopohlavní páry. V přímém důsledku byl 12. června 2009 po dvou letech diskusí přijat nový Zákon o rodině bez sekce registrovaného partnerství, jak pro homosexuální, tak i pro heterosexuální páry.
Ústava Bulharské republiky manželství definuje jako svazek muže a ženy, čímž zakazuje jeho potenciální legalizaci.